# Фаолит
Фаоли́т — кислотоупорная термореактивная пластмасса, изготовляемая на основе водноэмульсионной резольной фенолоформальдегидной смолы (бакелитовой смолы). Обязательным компонентом фаолита, выступающим в качестве наполнителя, является асбест (фаолит марки «А»). Обычно используют смесь хризотилового и антофиллитового асбеста в смеси с графитом (фаолит марки «Т», для повышения теплопроводности) или с песком (фаолит марки «П», для увеличения теплостойкости).

## Свойства
По сравнению с другими химически стойкими материалами фаолит обладает рядом преимуществ. Под действием солнечного света и электрического освещения в течение года отвержденный фаолит немного темнеет, но механические показатели остаются без изменений. Поврежденные Фаолитовые изделия легко ремонтируются на месте, что почти исключено для керамических изделий.
Эксплуатация фаолитовых трубопроводов в зимних условиях подтверждает высокую морозостойкость фаолита.

### Химическая стойкость
Фаолит и фаолитовые изделия обладают весьма высокой химической стойкостью к кислым средам и органическим растворителям.
Основная качественная характеристика фаолита — высокая стойкость к действию кислот (кроме кислот-окислителей). Он стоек в кислотах:
- серной (средних концентраций до 50 °С),
- соляной (всех концентраций до 100 °С),
- уксусной,
- фосфорной (до 80 °С),
- лимонной (до 70 °С).

Также устойчив в растворах различных солей (до 100°С), в том числе натрия и кальция, в атмосфере газов: хлора и сернистого ангидрида до 90-100 °С. Фаолит нестоек в азотной кислоте, плавиковой кислоте и щёлочах.

### Физико-механические свойства
Фаолит отличается высокой стойкостью к вибрациям, ударам и резким перепадам температур.
Материал вдвое легче (плотность 1,5÷1,7 г/см3) и в 4-6 раз прочнее кислотоупорной керамики.
Основные характеристики:
- Коэффициент теплопроводности при 0÷100°С — от 0,25 до 0,9 ккал/м·ч·град.
- Фаолит можно применять при более высокой температуре, чем многие другие кислотостойкие пластические массы. По техническим условиям теплостойкость фаолита гарантируется до 100÷130°С. Сырой фаолит может формоваться при обычных или несколько повышенных температурах без использования высокого давления. Это позволяет изготовлять из него аппаратуру, не применяя прессов и дорогостоящих пресс-форм. Теплостойкость по Мартенсу — не менее 170°С.
- Твёрдость по Бриннеллю — 200÷400 MПa
- Коэффициент линейного расширения при 20÷100°С — 2,3·10−5 К−1
- Ударная вязкость — не менее 2,0 KДж/m2
- Массовая теплоёмкость — 1045÷1060 Дж/кг·K
- Огнестойкость по Шрамму — 4÷5
- Электрическая прочность — 3÷4 Кв/м
- Удельное объемное электрическое сопротивление — 108÷1010 Ом·м
- Адгезия к стали (прочность склеивания) — 0,51÷2,0 MПa.

### Недостатки
Основной недостаток фаолита заключается в том, что его малая ударная вязкость и отсутствие эластичности в ряде случаев приводит к необходимости увеличивать прочность фаолитовых изделий за счет применения тканевых прослоек (изделия из текстофаолита) или помещать фаолитовые аппараты в стальные кожухи. Плохая теплопроводность фаолита марки «А» не позволяет использовать его для теплообменной аппаратуры. Фаолит марки «Т», имеющий более высокий коэффициент теплопроводности, может использоваться в ряде подобных случаев.
Недостатком фаолитирования является необходимость термической обработки в специальной камере-сушилке, что затрудняет применение фаолита для защиты арматуры в аппаратах, имеющих большие габариты.
С ростом температуры агрессивной среды увеличивается износ фаолита в результате более глубокого проникновения химических реагентов в фаолит и частично — его набухания. За стадией набухания может наступить стадия разрушения фаолита — это зависит от агрессивной среды и температуры. Резкие колебания температуры при эксплуатации фаолита нежелательны, так как они могут привести к образованию трещин.

## Технология производства
Производство фаолита состоит из двух основных этапов:
1. получение резольной эмульсионной фенолоформальдегидной смолы;
2. смешение смолы с наполнителями.

### Образование смолы
Образование смолы происходит в вакуумном-варочном реакторе. В определенной дозировке Фенол, формалин и аммиачная вода подается в реактор, где происходит поликонденсация реакционной смеси. Процесс длится в течение 20-30 минут при 90°С, до расслоения массы на смолу и водный слой.
После этого молекулярная масса охлаждается в вакууме (не менее 500 мм рт. ст.). Из реактора удаляется вода.
Высушенная смола поступает в смеситель для приготовления фаолитовой массы.
Весь цикл производства смолы длится до 10 часов и позволяет получить на выходе фенолоформальдегидную смолу в объёме 115—120 % от количества загруженного фенола. Содержание свободного фенола в смоле — не более 10 %, формальдегида — не более 2 %, летучих — не более 10 %.

### Смешение компонентов
Жидкую резольную смолу подогревают до 50÷60°С и помещают в смеситель. Производится загрузка наполнителей и добавок, в зависимости от марки выпускаемого фаолита:
- Для марки А — на 100 весовых частей смолы добавляют 95÷165 вес.ч. антофилитового асбеста, 5÷10 вес.ч хризотилового асбеста и от 0 до 3 вес.ч стеарина;
- Для марки Т — на 100 весовых частей смолы добавляют 20÷26 вес.ч хризотилового асбеста и 80÷105 вес.ч графита[4];
- Для марки П — на 100 весовых частей смолы добавляют 35 вес.ч хризотилового асбеста, 135 вес.ч песка и 3 вес.ч. стеарина[5].

Каждая марка фаолитов может отличаться по рецептуре в зависимости от назначения.
В настоящее время производится фаолит марки В — на основе талька.
Для повышения кислотостойкости фаолита асбест обрабатывают соляной кислотой, промывают и просушивают, чтобы удалить кислоторастворимые продукты. Смешение компонентов проводится течение 1 часа. Для поддержания температуры в «рубашку» смесителя подается горячая вода.

### Готовый продукт

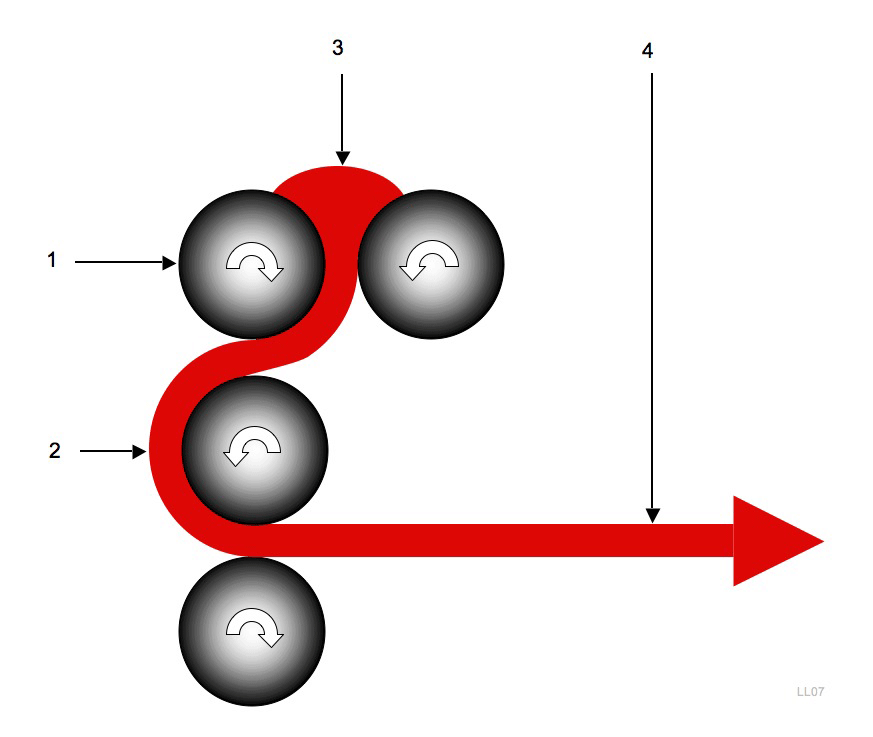
Схема процесса каландрирования

Смола придает композиции пластичность до отверждения и твердость после отверждения. На свойстве пластичности сырого фаолита основаны способы переработки его в полуфабрикаты (листы, трубы), готовые прессованные изделия и способы изготовления из него замазок.
Готовая сырая масса может применяться в качестве фаолитовой замазки, а также для изготовления листовых и фасонных изделий.
- Листы получают путём вальцевания при заданной температуре и каландрованием при заданном зазоре.
- Трубы получают путём экструзии подогретой провальцованной массы.
- Фасонные изделия изготавливают прессованием[4]..

Полученные изделия подвергают отверждению в специальных камерах при плавном повышении температуры от 60÷70°С до 120÷130°С, производимой подачей пара в течение 25÷30 часов. Когда температура снизится до 60÷70°С листы или изделия из камеры выгружаются.
Поверхность изделий из фаолита покрывают бакелитовым лаком (спиртовым раствором фенолоформальдегидной смолы) в ванне. Лаковое покрытие дополнительно отверждают в камере примерно по такому же режиму, как и изделия из фаолита.

## Применение
Фаолит применяют в качестве теплозащитного и кислотоупорного материала.
Фаолитовые изделия можно собирать из отдельных деталей, изготовляемых из отвержденных фаолитовых листов и труб.
Листы и изделия, изготовляемые из сырого фаолита, отверждают для перевода смолы в неплавкое и нерастворимое состояние, после чего они становятся пригодными в качестве кислотостойкого материала в химических аппаратах, трубопроводах.
- Фаолитовая замазка применяется для уплотнения швов при сборке фаолитовых ванн, аппаратуры и фасонных частей, а также для фаолитирования поверхностей.
- Сырые фаолитовые листы предназначаются для защиты от коррозии поверхностей аппаратов и формования различных кислотоупорных изделий: царг, ванн, труб и др. Внутренние поверхности защищают футеровкой, внешние поверхности фаолитированием.
- Отвержденные фаолитовые листы предназначаются для защиты от коррозии прямоугольных емкостей и кислородных ванн.
- Трубы из фаолита применяются на предприятиях с агрессивными средами. Например, башня с текстофаолитовой трубой используется для отвода газов и паров травильного отделения стана на Челябинском металлургическом комбинате (высота трубы 60 м, внутренний диаметр 1,5 м). Царги трубы выполнена из фаолита марки Т с армированием бязью, пропитанной бакелитовым лаком.
- Фасонные части и арматура к трубопроводам, детали насосов изготовляются из фаолитовой массы методом шприцевания, формования и прессования и применяются для транспортировки агрессивных жидкостей и газов.

### Текстофаолит
Текстофаолит представляет собой материал, состоящий из нескольких слоев фаолита с проложенными между ними слоями ткани. Различают ткани на основе стеклянных нитей (стеклоткань, стеклосетка), на основе хлопчатобумажных тканей (бязь, миткаль, бельтинг), на основе угольной, графитированной или какой-либо другой ткани. За счет применения тканей изделия из текстофаолита становятся прочнее в 1,5—2 раза по сравнению с изделиями из фаолита. Текстофаолит применяют для изготовления крупногабаритных вентиляционных труб высотой до 200 м, работающих в жестких условиях воздействия различных агрессивных сред.